# Vadim Krasnoselski
Vadim Nikolaevici Krasnoselski (în rusă Вадим Николаевич Красносельский) (n. 14 aprilie 1970, satul Dauriya, raionul Transbaikal, regiunea Cita, Federația Rusă) este un ofițer de miliție din Transnistria, care a îndeplinit funcția de ministru al afacerilor interne al auto-proclamatei Republici Moldovenești Nistrene (2007-2012) și de Președinte al Sovietului Suprem (2015-2016). Este al treilea președinte al Transnistriei începând cu decembrie 2016.

## Biografie
Vadim Krasnoselski s-a născut la data de 14 aprilie 1970, în satul Dauriya din raionul Transbaikal, aflată în regiunea Chita din sud-estul Siberiei (Federația Rusă), în familia unui militar de naționalitate ucraineană. În anul 1978, împreună cu familia sa, s-a mutat în orașul Bender (Tighina). După finalizarea școlii secundare din acest oraș, a urmat cursurile Școlii Tehnice Militare de rachete din Harkov (Ucraina) (absolvite în 1993) și apoi Facultatea de Jurisprudență din cadrul Universității de Stat "T.G. Șevcenko" din Tiraspol (absolvită în 2002).  
Începând din septembrie 1993 a lucrat în cadrul organelor de afaceri interne ale orașului Bender, aflat pe teritoriul regiunii separatiste Transnistria. În perioada 1998-2000 a îndeplinit funcția de comandant adjunct al Miliției Economice din Bender, apoi în anul 2000 este promovat ca adjunct al șefului Diviziei de combatere a criminalității economice din cadrul Ministerului Afacerilor Interne al Transnistriei. 
La data de 10 septembrie 2003, Vadim Krasnoselski a fost numit în postul de șef al Departamentului de Afaceri Interne din orașul Bender. În anul 2003, este avansat la gradul de locotenent-colonel de miliție. La 12 noiembrie 2006, prin decretul președintelui Igor Smirnov, a fost numit în funcția de prim-viceministru al afacerilor interne. În ianuarie 2007, a fost înaintat la gradul de colonel de miliție.

## Ministru al afacerilor interne
În ianuarie 2007, colonelul Vadim Krasnoselski este numit în funcția de ministru al afacerilor interne al auto-proclamatei Republici Moldovenești Nistrene. 
În august 2007, Krasnoselski anunța că „cimitirul ostașilor români de la Tighina va fi lichidat, iar pe locul său va fi inaugurat un complex memorial al ostașilor Armatei Roșii, căzuți în luptele împotriva ocupanților fasciști”, care va fi inaugurat cu ocazia aniversării a 600 de ani de la întemeierea orașului Tighina și va cuprinde o suprafață de peste două hectare. „În cimitirul de la Tighina sunt înhumați nu doar ostași ai armatei române, așa cum a scris o parte din presa de la București, orbită de ură împotriva republicii noastre și dominată de porniri revanșarde, ci peste 5.000 de soldați ai Armatei Roșii, căzuți în luptele împotriva regimului fascisto-român”, a mai adăugat el, acuzând presa românească și administrația de la București că dezinformează constant opinia publică în legătură cu acest subiect . Drept, urmare, crucile soldaților români, germani și maghiari au fost distruse, soldații nefiind exhumați, pământul a fost înălțat, fiind ulterior ridicat un monument în cinstea Armatei Roșii și a "soldatului eliberator rus". MAE a solicitat autorităților moldovene să înceteze acest lucru dar, cum Bender e controlat de Republica Moldovenească Nistreană (cu care România nu are relații diplomatice), gestul antiromânesc a fost finalizat cu succes. într-o vizită efectuată în 2021 în Transnistria, Mitropolitul Vladimir Căntărean, însoțit de Arhiepiscopul Sava Volkov și de Krasnoselski (acum președinte), a lăudat "eforturile de construire ale memorialului Armatei Roșii", declarând că este "o faptă măreață".
La data de 25 februarie 2008, pe baza reexaminării Poziției comune 2004/179/PESC, Uniunea Europeană l-a inclus pe o listă a transnistrenilor cărora li s-a interzis călătoria în spațiul UE, fiind considerat răspunzător de împiedicarea progresului în vederea unei soluționări politice a conflictului transnistrean din Republica Moldova .
Vadim Krasnoselski a fost decorat cu Ordinul "Pentru curaj personal", cu Medalia "Pentru activitatea de luptă", cu Medalia "Pentru serviciu ireproșabil" clasa a III-a, cu Medalia "60 ani de la victoria din cel de-al doilea război mondial din 1941-1945", cu titlul de "Lucrător fruntaș al miliției" și altele. El este căsătorit și are un fiu și o fiică.

## Fotogalerie

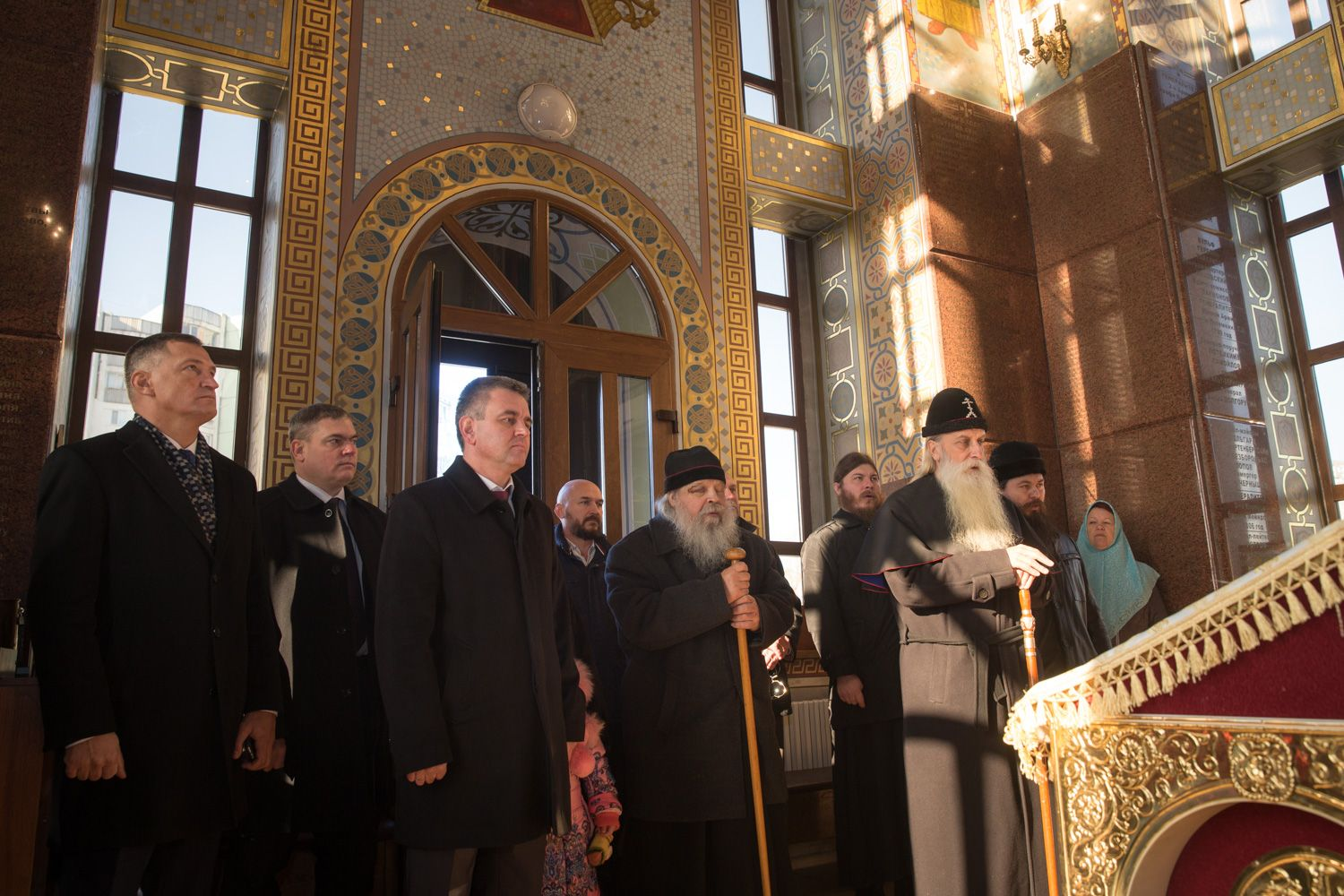
Krasnoselski alături de episcopul ortodox de rit vechi Eumenie Miheev și de Mitropolitul Moscovei și al Întregii Rusii Corneliu Titov